# Mandichosee
Die Lechstaustufe 23 – Merching (auch Merchinger Stausee), die seit 2003 Mandichosee heißt, ist eine Staustufe des Lechs zwischen Landsberg am Lech und Augsburg.
Das Absperrbauwerk der Staustufe besteht aus einer Gewichtsstaumauer mit einem Wehr, kombiniert mit einem Erddamm.
Den Namen Mandichosee erhielt der Stausee 2003 nach einem bayerischen Fürsten aus dem 6. Jahrhundert namens Mandicho.

## Bedeutung
Das Gewässer dient zur Wasserkraftgewinnung durch die Uniper Kraftwerke GmbH, aber auch zur Erholung.
Der Stausee hat eine große Bedeutung für die Naherholung im Großraum Augsburg. Er ist das größte Gewässer im Landkreis Aichach-Friedberg. Die Staustufe liegt westlich der Gemeinde Merching und östlich von Königsbrunn. 2016 wurde ein zwei Kilometer langes Umgehungsgewässer mit einer Fischtreppe angelegt.
Für Erholungssuchende gibt es viele Möglichkeiten: Wassersport wie Baden, Segeln und Surfen (auf dem See werden Regatten ausgetragen), Badestrände und Liegewiesen, Wandern und Radwandern, gut ausgebaute Spazierwege, ein Spielplatz und ein Beachvolleyballfeld, Kiosk mit Toilettenanlagen, Wasserwachtstation, benachbarte Auwälder.
Kuhsee, Auensee, Weitmannsee und Ilsesee befinden sich nördlich vom Mandichosee (am Lech entlang) und sind gut mit dem Fahrrad zu erreichen. Westlich vom Mandichosee fließt der Lochbach und östlich fließt der Verlorene Bach.

## Wassersport
Am Ostufer des Sees gibt es eine VDWS-Surfschule, welche von Mai bis September Windsurf- und Stand-Up-Paddling-Kurse und einen Verleih anbietet. Ortsansässig sind auch der Surf Club Augsburg (SCA), die Seglervereinigung Merching (SVM), der Königsbrunner Segelclub (KSC) und die Sparte Segeln der MBB Sportgemeinschaft Augsburg (MBB SG).

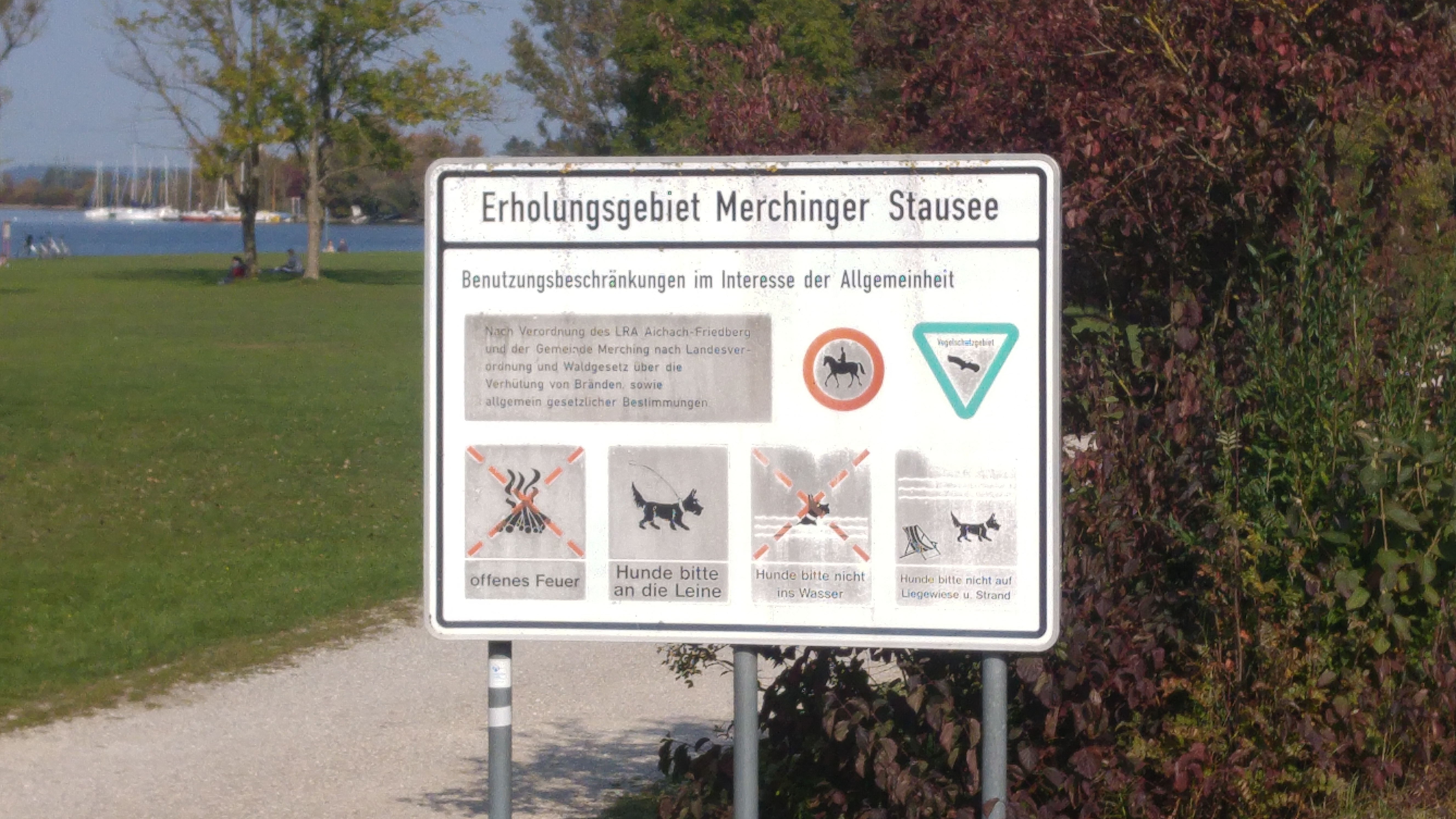
Altes Schild vom Merchinger Stausee im Oktober 2018